# Distretto di San Ignacio
Il distretto di San Ignacio è uno dei sette distretti  della provincia di San Ignacio, in Perù. Si trova nella regione di Cajamarca e si estende su una superficie di 381,88 chilometri quadrati.

Istituito il 2 gennaio 1857, ha per capitale la città di San Ignacio de la Frontera; al censimento 2005 contava 31.771 abitanti.